# Milan Hejduk
Milan Hejduk (ur. 14 lutego 1976 w Uściu nad Łabą) – czeski hokeista, reprezentant Czech, trzykrotny olimpijczyk.

## Kariera
- HC Stadion Teplice (1991-1992)
- HC Pardubice (1993-1998)
- Colorado Avalanche (1998-2013)
  -  HC Pardubice (2004-2005)

Wychowanek HC Pardubice. Od 1998 zawodnik Colorado Avalanche. W maju 2012 roku przedłużył kontrakt z klubem o rok. Od 2006 asystent kapitana. W marcu 2013 ogłosił zakończenie kariery i potwierdził to w listopadzie 2013.
Uczestniczył w turniejach zimowych igrzysk olimpijskich 1998, 2002, 2006, mistrzostw świata w 1998, 2003 oraz Pucharu Świata 2004.

## Sukcesy
Reprezentacyjne
- Złoty medal igrzysk olimpijskich: 1998
- Brązowy medal mistrzostw świata: 1998
- Brązowy medal igrzysk olimpijskich: 2006

Klubowe
- Srebrny medal mistrzostw Czech: 1994 z HC Pardubice
- Puchar Stanleya: 2001 z Colorado Avalanche
- Złoty medal mistrzostw Czech: 2005 z HC Pardubice

Indywidualne
- Ekstraliga czeska (1993/1994):
  - Najlepszy pierwszoroczniak sezonu
- NHL (1997/1998):
  - NHL All-Rookie Team
- NHL (1999/2000):
  - NHL All-Star Game
- NHL (2000/2001):
  - NHL All-Star Game
  - Pierwsze miejsce w klasyfikacji asystentów w fazie play-off: 16 asyst
- NHL (2002/2003):
  - Drugi skład gwiazd
  - NHL Plus/Minus Award - pierwsze miejsce w klasyfikacji +/- w sezonie zasadniczym: +52
  - Maurice Richard Trophy - pierwsze miejsce w klasyfikacji strzelców w sezonie zasadniczym: 50 goli
- NHL (2008/2009):
  - NHL All-Star Game

Wyróżnienia
- Złoty Kij: 2003
- Galeria Sławy czeskiego hokeja na lodzie: 2019